# Němčice u Boskovic
Němčice (deutsch Niemtschitz) ist eine Gemeinde mit 433 Einwohnern in Tschechien. Sie befindet sich im Mährischen Karst, 6 km südöstlich von Boskovice und gehört dem Okres Blansko an.
Das Dorf liegt im 613 m Höhe auf einer Hochfläche und wird von den Bächen Němčický potok und Suchý potok weiträumig umflossen. 500 m südöstlich des Ortes befindet sich auf einer 622 m hohen Anhöhe eine steinerne Holländermühle aus der 2. Hälfte des 19. Jahrhunderts, die jedoch keine Flügel mehr besitzt.
Nordwestlich liegt das 1 km entfernte Nachbardorf Ludíkov, im Norden grenzt der Ort an den 638 m hohe Perný und im Osten an den Bučí (653 m).

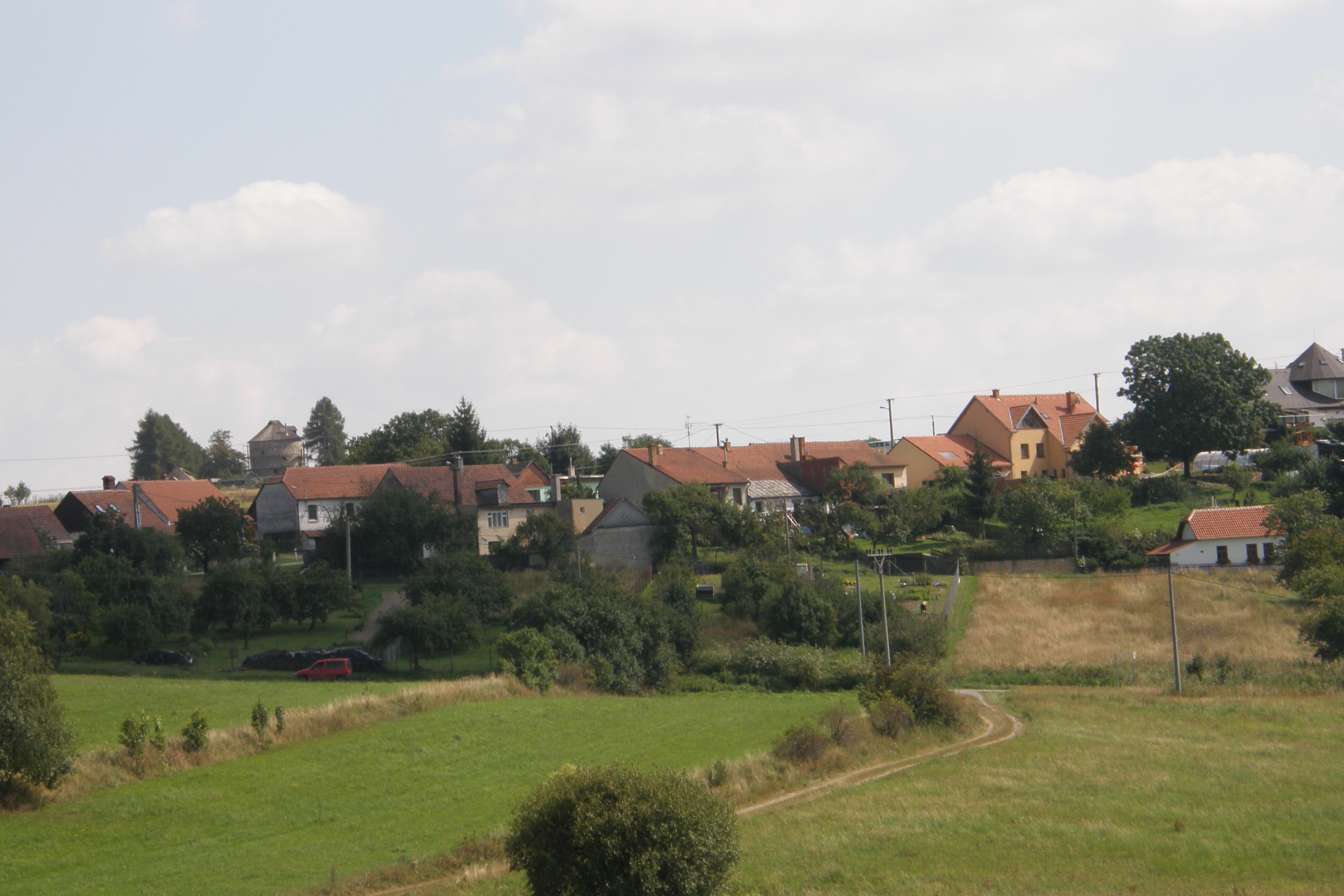
Ortsansicht